# Burkhard Liebsch
Burkhard Liebsch (* 20. Januar 1959) ist ein deutscher Philosoph und Hochschullehrer. Er lehrte bis zu seinem Eintritt in den Ruhestand als Professor an der Ruhr-Universität Bochum.

## Leben
Burkhard Liebsch studierte an der Universität Heidelberg und der Ruhr-Universität Bochum Philosophie, Psychologie, Sozialwissenschaften und Pädagogik. Nach der Promotion an der Ruhr-Universität Bochum mit einer Arbeit über Merleau-Ponty und Piaget (1989) war er bis 1995/1996 wissenschaftlicher Assistent für am Lehrstuhl für Philosophie von Bernhard Waldenfels. Von 1991 bis 1994 koordinierte er ein EU-Tempus-Projekt des Philosophischen Instituts Bochum in Verbindung mit den Universitäten Mailand, Debrecen und Sofia. Ab 1992 wirkte er am Graduiertenkolleg „Phänomenologie und Hermeneutik“ an den Universitäten Wuppertal und Bochum mit. Parallel dazu war er Gastdozent am Center of Culturology in Sofia (1992/93), am Philosophischen Institut der Universität von Debrecen (1994) sowie an der Universität Bukarest (1995).
Nach seiner Habilitation im Jahr 1995 mit der Arbeit Geschichte im Zeichen des Abschieds war er Forschungsstipendiat der Deutschen Forschungsgemeinschaft (DFG), Gastprofessor am Humboldt-Studienzentrum für Geisteswissenschaften und Philosophie der Universität Ulm (1996–1997), Fellow am Kulturwissenschaftlichen Institut im Wissenschaftszentrum Nordrhein-Westfalen (KWI) in Essen (1997–2001), Research Fellow am Forschungsinstitut für Philosophie Hannover (2002–2003 sowie 2016–2018), Gastdozent an der Universität Bamberg (2005), am Open Society Institute der European Humanities University in Vilnius (2010) sowie am Institut für Philosophie und Gesellschaftstheorie der Universität Belgrad (2010/11). 
Bis zum Eintritt in den Ruhestand lehrte er als Professor an der Fakultät für Philosophie und Erziehungswissenschaft an der Ruhr-Universität Bochum. Zudem übernahm Liebsch für mehrere Jahre die Vertretung des Lehrstuhls für Politische Theorie und Ideengeschichte am Institut für Politikwissenschaft der Fakultät für Sozialwissenschaften und Philosophie der Universität Leipzig (2010–2012).  In den Jahren 2016 und 2017 war er Gastdozent an der Universität Innsbruck bzw. an der Universität Bozen (2016) und an der Universität Rostock (2017).

## Forschungsschwerpunkte
Forschungsschwerpunkte sind Gewaltforschung, Kulturtheorie, Lebensformen, Sensibilität, Europäisierung, Erfahrungen der Negativität, Geschichte und Hermeneutik des menschlichen Selbst. Liebsch befasst sich besonders mit „negativen“ Verwerfungen des Sozialen, mit Brüchen und unaufhebbaren Gewaltsamkeiten, die es mit sich bringt. Darunter dialektisch nicht zu versöhnende, wie sie aus der europäischen Gewaltgeschichte hervorgehen und bis heute die ästhetische, ethische und geschichtliche Sensibilität herausfordern. In enger Verbindung damit steht Liebschs Interesse an Forschungsthemen wie Trauer, Flucht, Ungastlichkeit und Lebensformen, die sich nicht „identitär“ schließen lassen.
Liebsch leitete eine Reihe von interdisziplinären Forschungsprojekten, unter anderem zu „Wahrgenommener Geschichte“ (1995–1997) gefördert von der DFG; zusammen mit Jürgen Straub zu „Lebensformen im Widerstreit“ am Kulturwissenschaftlichen Institut Essen (1999–2001), zu Fragen europäischer Verfeindung (2002–2004, gefördert vom Forschungsinstitut für Philosophie Hannover), mit Michael Staudigl zu „Perspektiven europäischer Gastlichkeit“ (2013–2016), sowie zuletzt, von 2020 bis 2024, ein internationales, von der DFG gefördertes Forschungs- und vierbändiges Publikationsprojekt zum Gesamtwerk des französischen Philosophen Paul Ricœur, das in den Jahren 2024 und 2025 durch drei sozialphilosophische Supplementbände ergänzt wurde.
Flankiert wurden sie durch eine Reihe von Konferenzen und Editionen zum Verhältnis zwischen Hegel und Levinas (mit Brigitta Keintzel, Wien) (2008), zum Geschichtsdenken nach Paul Ricœur in Zusammenarbeit mit dem Wiener Institut für Wissenschaft und Kunst und dem Institut Français de Vienne (2009); zur Programmatik einer »Negativistischen Sozialphilosophie« (mit Hans Rainer Sepp, Karls-Universität Prag, und Andreas Hetzel, TU Darmstadt) in Zusammenarbeit mit dem Wiener Institut für Wissenschaft und Kunst (2010), zum Gewaltpotenzial unbedingter Ansprüche im Kontext politischer Theorie (mit Michael Staudigl) (2013), zu Perspektiven europäischer Gastlichkeit (mit Michael Staudigl) (2016), gefördert u. a. von der Ruprecht-Karls-Universität Heidelberg und vom österreichischen Wissenschaftsfonds (FWF), zu »Sensibilität heute. Wahrnehmung, Ethik und politische Sensibilisierung« (2017), gefördert vom FIPH; sowie zur Geschichtskritik nach ›1945‹ und deren gegenwärtiger Aktualität in Verbindung mit dem Forschungsinstitut für Philosophie Hannover (2022/3).

## Auszeichnungen
- 2013: Preis der Deutschen Sartre-Gesellschaft, Berlin

## Publikationen (Auswahl)

### Als Autor
- Spuren einer anderen Natur. Piaget, Merleau-Ponty und die ontogenetischen Prozesse. Fink, München 1992, ISBN 3-7705-2780-1.
- Verzeitlichte Welt. Variationen über die Philosophie Karl Löwiths. Königshausen & Neumann, Würzburg 1995; überarbeitet und erweitert mit dem Untertitel Zehn Studien zur Aktualität der Philosophie Karl Löwiths. Metzler/Springer, Stuttgart 2020.
- Geschichte im Zeichen des Abschieds. Habilitationsschrift Fink, München 1996.
- Vom Anderen her. Erinnern und Überleben. Karl Alber, Freiburg i. Br./München 1997.
- Geschichte als Antwort und Versprechen. Karl Alber, Freiburg i. Br./München 1998, ISBN 3-495-47902-3, doi:10.5771/9783495997635
- Moralische Spielräume. Menschheit und Anderheit, Zugehörigkeit und Identität. Wallstein, Göttingen 1999, ISBN 3-89244-383-1.
- Zerbrechliche Lebensformen. Widerstreit – Differenz – Gewalt. Akademie-Verlag, Berlin 2001, ISBN 3-05-003668-0, doi:10.1515/9783050080055
- Gastlichkeit und Freiheit. Polemische Konturen europäischer Kultur. Velbrück Wissenschaft, Weilerswist 2005, ISBN 978-3-934730-92-2.
- Revisionen der Trauer. In philosophischen, geschichtlichen, psychoanalytischen und ästhetischen Perspektiven. Velbrück Wissenschaft, Weilerswist 2006, ISBN 978-3-938808-10-8.
- Subtile Gewalt. Spielräume sprachlicher Verletzbarkeit. Eine Einführung. Velbrück Wissenschaft, Weilerswist 2007, ISBN 978-3-938808-35-1.
- Gegebenes Wort oder Gelebtes Versprechen. Quellen und Brennpunkte der Sozialphilosophie. Karl Alber, Freiburg i. Br./München 2008, ISBN 978-3-495-48212-4.
- Für eine Kultur der Gastlichkeit. Karl Alber, Freiburg i. Br./München 2008.
- Menschliche Sensibilität. Inspiration und Überforderung. Velbrück Wissenschaft, Weilerswist 2008, ISBN 978-3-938808-53-5.
- Renaissance des Menschen? Zum polemologisch-anthropologischen Diskurs der Gegenwart. Velbrück Wissenschaft, Weilerswist 2010, ISBN 978-3-938808-94-8.
- Prekäre Selbst-Bezeugung. Die erschütterte Wer-Frage im Horizont der Moderne. Velbrück Wissenschaft, Weilerswist 2012.
- Verletztes Leben. Studien zur Affirmation von Schmerz und Gewalt im gegenwärtigen Denken. Zwischen Hegel, Nietzsche, Bataille, Blanchot, Levinas, Ricœur und Butler. Die Graue Edition, Zug 2014.
- Unaufhebbare Gewalt. Umrisse einer Anti-Geschichte des Politischen. Leipziger Vorlesungen zur Politischen Theorie und Sozialphilosophie. Velbrück Wissenschaft, Weilerswist 2015, ISBN 978-3-95832-075-8.
- In der Zwischenzeit. Spielräume menschlicher Generativität. Die Graue Edition, Zug 2016.
- Zeit-Gewalt und Gewalt-Zeit. Dimensionen verfehlter Gegenwart in phänomenologischen, politischen und historischen Perspektiven. Die Graue Edition, Zug 2017, ISBN 978-3-906336-70-1.
- Einander ausgesetzt. Der Andere und das Soziale. Bd. I: Umrisse einer historisierten Sozialphilosophie im Zeichen des Anderen. Karl Alber 2018; Bd. II: Elemente einer Topografie des Zusammenlebens. Karl Alber, München/Freiburg i. Br. 2019, ISBN 978-3-495-49013-6.
- Europäische Ungastlichkeit und ›identitäre‹ Vorstellungen. Fremdheit, Flucht und Heimatlosigkeit als Herausforderungen des Politischen. Felix Meiner, Hamburg 2019, ISBN 978-3-7873-3634-0.
- mit Bernhard H. F. Taureck: Drohung Krieg. Sechs philosophische Dialoge zur Gewalt der Gegenwart. Turia + Kant, Wien/Berlin 2020, ISBN 978-3-85132-967-4.
- mit Bernhard H. F. Taureck: Trostlose Vernunft? Vier Kommentare zu Jürgen Habermas’ Konstellation von Philosophie und Geschichte, Glauben und Wissen.  Felix Meiner, Hamburg 2021, ISBN 978-3-7873-3971-6.
- mit Werner Stegmaier: Orientierung und Ander(s)heit. Spielräume und Grenzen des Unterscheidens. Felix Meiner, Hamburg 2022, ISBN 978-3-7873-4115-3.
- Umsonst ›gegeben‹? Phänomenologie und Hermeneutik im sozialphilosophischen Rückblick. Karl Alber, Baden-Baden 2024, ISBN 978-3-495-99217-3.
- ›Die‹ Gewalt und ›wir‹. Sozialphilosophische Beiträge zur Geschichte, zu Widerfahrnissen und aktuellen Brennpunkten. Karl Alber, Baden-Baden 2024, ISBN 978-3-495-99185-5.
- Spielräume sensibilisierten Lebens. Wahrnehmung, politische Welt und expressive Register. Karl Alber, Baden-Baden, ISBN 978-3-495-99141-1.
- Sozialphilosophie. Einführung, Baden-Baden: Nomos 2025.

### Als Herausgeber
- Sozialphilosophie. Karl Alber, Freiburg i. Br./München 1999.
- Hermeneutik des Selbst ‒ Im Zeichen des Anderen. Zur Philosophie Paul Ricœurs. Karl Alber, Freiburg i. Br./München 1999.
- mit Matthias Fischer, Hans-Dieter Gondek: Vernunft im Zeichen des Fremden. Zur Philosophie von Bernhard Waldenfels. Suhrkamp, Frankfurt 2001.
- mit Jörn Rüsen: Trauer und Geschichte. Böhlau, Wien 2001.
- mit Christian Geulen, Anne von der Heiden: Vom Sinn der Feindschaft. Akademie-Verlag, Berlin 2002.
- mit Jürgen Straub: Lebensformen im Widerstreit. Integrations- und Identitätskonflikte in pluralen Gesellschaften. Campus-Verlag, Frankfurt 2003.
- mit Dagmar Mensink: Gewalt Verstehen. Akademie-Verlag, Berlin 2003.
- mit Friedrich Jaeger: Handbuch der Kulturwissenschaften. Bd. 1.: Grundlagen und Schlüsselbegriffe, Stuttgart, Weimar: Metzler, Stuttgart 2004, 2. Aufl. 2011.
- Bezeugte Vergangenheit oder Versöhnendes Vergessen. Geschichtstheorie nach Paul Ricœur. Sonderband Nr. 24 der Deutschen Zeitschrift für Philosophie.  Akademie-Verlag, Berlin 2010.
- mit Brigitta Keintzel: Hegel und Levinas. Kreuzungen – Brüche – Überschreitungen. Karl Alber, Freiburg i. Br./München 2010.
- mit Hannes Bajohr: Schwerpunkt: Judith N. Shklars politische Philosophie. In: Deutsche Zeitschrift für Philosophie 62, Nr. 4, 2014, S. 626‒746.
- Der Andere in der Geschichte. Sozialphilosophie im Zeichen des Krieges. Ein kooperativer Kommentar zu Emmanuel Levinas’ Totalität und Unendlichkeit.  Karl Alber, Freiburg i. Br./München 2016, 2. Aufl. 2017.
- Sensibilität der Gegenwart. Wahrnehmung, Ethik und politische Sensibilisierung im Kontext westlicher Gewaltgeschichte. Sonderheft Nr. 17 der Zeitschrift für Ästhetik und allgemeine Kunstwissenschaft. Felix Meiner Verlag, Hamburg 2018, ISBN 978-3-7873-3544-2.
- Emmanuel Levinas: Dialog. Ein kooperativer Kommentar. Karl Alber, Freiburg i. Br./München 2020.
- Die Grenzen der Einen sind (nicht) die Grenzen der Anderen. Neuere Beobachtungen. Kadmos, Berlin 2020, ISBN 978-3-86599-478-3.
- Radikalität und Zukunft des Krieges. Bernhard H. F. Taurecks Theorie des Krieges in interdisziplinärer Diskussion. Nomos, Baden-Baden 2021, ISBN 978-3-8487-7040-3.
- Geschichtskritik nach ›1945‹. Aktualität und Stimmenvielfalt. Felix Meiner Verlag, Hamburg 2023, ISBN 978-3-7873-4434-5.
- Grundfragen hermeneutischer Anthropologie. Das Werk Paul Ricœurs im historischen Kontext. Bd. I: Existenz; Bd. II: Interpretation; Bd. III: Praxis; Bd. IV: Geschichte. Alber, Baden-Baden 2024.